# Sida poeppigiana
Sida poeppigiana là một loài thực vật có hoa trong họ Cẩm quỳ. Loài này được (K.Schum.) Fryxell miêu tả khoa học đầu tiên năm 1992.